# 25 Pułk Lotnictwa Myśliwskiego

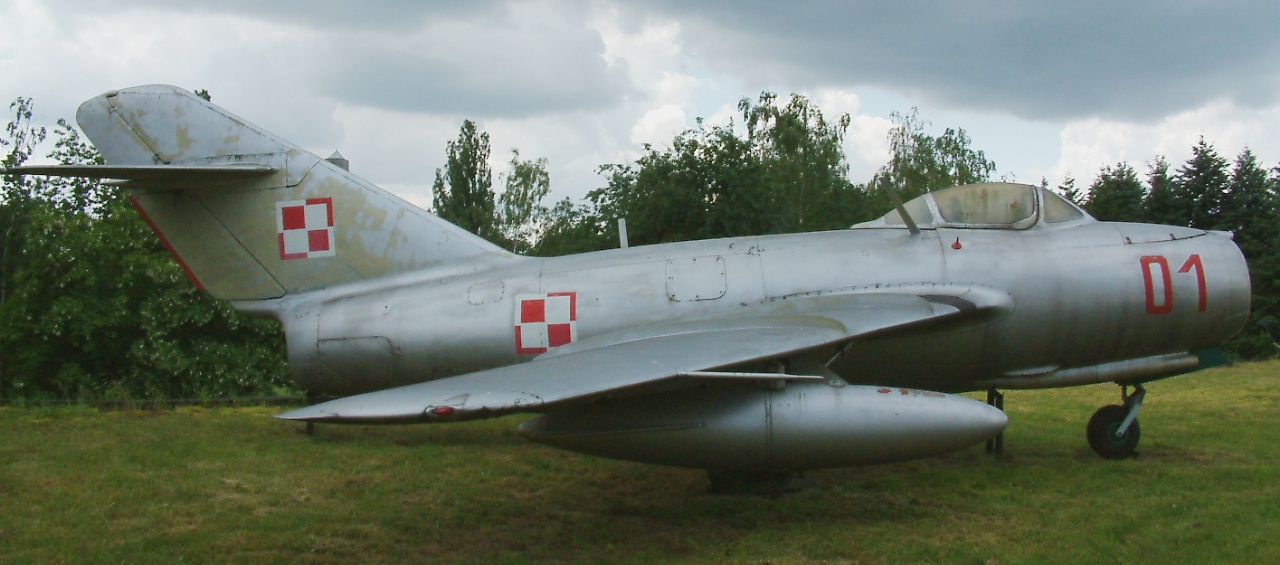
MiG-15

25 Pułk Lotnictwa Myśliwskiego OPK (25 plm OPK) – oddział lotnictwa myśliwskiego Wojsk Obrony Powietrznej Kraju Sił Zbrojnych PRL.

## Formowanie i zmiany organizacyjne
W okresie od 1 maja do 1 grudnia 1952 roku, na lotnisku Redzikowo koło Słupska sformowano 25 Pułk Lotnictwa Myśliwskiego OPL. Etat nr 6/165 przewidywał 290 żołnierzy zawodowych i 2 pracowników kontraktowych. Pułk wszedł w skład 10 Dywizji Lotnictwa Myśliwskiego OPL.
W 1953 roku pułk został przebazowany na lotnisko w Pruszczu Gdańskim. 1 października 1953 roku pułk posiadał 10 samolotów MiG-15.
W lipcu 1957 roku pułk został włączony w skład nowo sformowanego 2 Korpusu Obrony Przeciwlotniczej Obszaru Kraju. 24 marca 1960 pułk otrzymał sztandar. Pułk wyposażony został w samoloty odrzutowe typu Lim-2 i Lim-5, czyli odpowiedniki MiG-15 i MiG-17. 
W czerwcu 1962 roku jednostka została przemianowana na 25 Pułk Lotnictwa Myśliwskiego OPK.
1 lutego 1968 roku, dowódca Wojsk Obrony Powietrznej Kraju przekazał pułk dowódcy Lotnictwa Operacyjnego, a ten 1 kwietnia 1968 roku rozformował pułk. Na bazie 25 plm OPK został sformowany 49 Pułk Śmigłowców.

## Żołnierze pułku
Dowódcy pułku
- mjr pil. Wiktor Anochin (1952–1954)
- mjr pil. Mirosław Kapciuch (1954–1957)
- ppłk pil. Józef Caputa (1957–1962)
- ppłk pil. Stefan Zalejski (1962-1963)
- mjr pil. Henryk Bajor (1963–1968)

Oficerowie
- Tadeusz Gembicki